# Вилази
Вилази (пол. Wyłazy) — село в Польщі, у гміні Мокободи Седлецького повіту Мазовецького воєводства.
Населення — 223 особи (2011).
У 1975-1998 роках село належало до Седлецького воєводства.

## Демографія
Демографічна структура станом на 31 березня 2011 року:
|          | Загалом | Допрацездатний вік | Працездатний вік | Постпрацездатний вік |
| -------- | ------- | ------------------ | ---------------- | -------------------- |
| Чоловіки | 118     | 17                 | 81               | 20                   |
| Жінки    | 105     | 16                 | 55               | 34                   |
| Разом    | 223     | 33                 | 136              | 54                   |